# Benjamin Sehene
Benjamin Sehene (* 1959 in Kigali) ist ein ruandischer Essayist und Romanautor.
Sehene wuchs in Uganda und Kenia auf. Er absolvierte ein Studium an der Sorbonne in Paris, wo er heute lebt. 1994 besuchte er Ruanda, seitdem schrieb er zahlreiche Publikation über den Genozid: Le Piège Ethnique (Die ethnische Falle) (1999) oder zuletzt der Roman Le Feu sous la soutane (2005).

## Publikation
- Le Piège Ethnique, Éditions Dagorno, Paris, 1999, ISBN 2910019543
- Rwandas collective amnesia, In: the Courier, UNESCO, Dezember 1999, S. 33–34 (PDF; 2,25 MB; englisch)
- Un sentiment d'insécurité, Théatre, Paris 2001
- La Morte debout (Dead Girl Walking) (Novelle)
- Le Feu sous la soutane, Éditions L'Esprit Frappeur, Paris 2005, ISBN 2844052223
- Ta Race! (Novelle), Éditions Vents d'Ailleurs, La Roque d'Anthéron, Frankreich 2006, ISBN 2911412400
- Die ethnische Falle, In: Wespennest, 2006

| Personendaten    | Personendaten                       |
| ---------------- | ----------------------------------- |
| NAME             | Sehene, Benjamin                    |
| KURZBESCHREIBUNG | ruandischer Essayist und Romanautor |
| GEBURTSDATUM     | 1959                                |
| GEBURTSORT       | Kigali                              |